# Dżigdżidijn Mönchbat
Dżigdżidijn Mönchbat (mong. Жигжидийн Мөнхбат, ur. 1 czerwca 1941 w Erdensancie, zm. 9 kwietnia 2018 w Ułan Bator) – mongolski zapaśnik walczący w stylu wolnym, trzykrotny olimpijczyk, srebrny medalista z Meksyku 1968, odpadł w eliminacjach turnieju w Tokio 1964 i Monachium 1972. Walczył w stylu wolnym w 1964 w wadze półśredniej (74 kg), w 1968 – w średniej (82 kg), a w 1972 – w wadze półciężkiej (90 kg). Został brązowym medalistą mistrzostw świata w 1967, czwarty w 1966 i 1970. Zajął trzecie miejsce na igrzyskach azjatyckich w 1974 roku.
- Turniej w Tokio 1964

W pierwszej walce pokonał zawodnika Australii Johna Boyle’a, 
potem Włocha Gaetano De Vescovi i Irlandczyka Joe Feeneya. Przegrał z Turkiem İsmailem Oğanem i odpadł z turnieju.
- Turniej w Meksyk 1968

Wygrał z zawodnikiem NRD Peterem Döringiem, Meksykaninem Raúlem Garcíą, Szwajcarem Jeanem-Marie Chardonnensem, Bułgarem Prodanem Gardżewem i Amerykaninem Thomasem Peckhamem. Przegrał z zawodnikiem radzieckim Borisem Gurewiczem.
- Turniej w Monachium 1972

Przegrał pierwszy pojedynek z Turkiem Mehmetem Güçlü i odpadł z turnieju.